# グリーン水素
グリーン水素（グリーンすいそ、英語: green hydrogen）とは、水の電気分解によって生産される、生成過程で二酸化炭素（CO2）を排出せずに製造された水素である。
他の水素の分類として、化石燃料から抽出されるグレー水素（英語: grey hydrogen）や、化石燃料から抽出する際にCO2を分離回収し地中貯留などを行いCO2の大気中への放出を防いだブルー水素（英語: blue hydrogen）などがある。

## 製造方法
製造方法は主に、アルカリ水電解、PEM（高分子電解質膜）、AEM水電解、高温水蒸気電解の4方式がある。

### アルカリ水電解
水酸化カリウム溶液の電気分解により酸素と水素を製造する。
電解効率は70~80%であり、反応式は次の通り。
陽極　2H2O +2e- → 2OH + H2
陰極　2OH- →1/2 O2 + H2O +2e-　
NEDO実証では設備コスト5.2万円/kWを目指している。

### PEM（固体高分子膜）
純水の電気分解によって酸素と水素を製造する。
反応式は次の通り。
陽極　2H2O →4H+ +4e- + O2
陰極　4H + 4e = 2H2
NEDO実証では設備コスト6.5万円/kWを目指している。

### AEM（アニオン交換膜）
アルカリ水電解型とPEM型を組み合わせ、触媒などに貴金属を使用しないのが、AEM型である。製造コストはPEM型に比べて約二割下がる。
陽極　H2O＋4e- →2H2+ OH
陰極　4OH- →O2＋2H2O　

### 高温水蒸気電解
900℃近い高温の水蒸気を電気分解することで、酸素と水素を製造する。
電気分解に必要なエネルギーの一部を熱で補うため、効率が高い。
高温の水蒸気での水素精製技術としては、電気分解を用いず、ヨウ素（I）と硫黄（S）を用いて水を分解するISプロセスも研究されている。集光型太陽熱などで実現可能な温度である650℃での反応の成功事例がある。